# El Gorrión (Editorial Láinez)
El Gorrión fue una revista publicada en la Argentina por Editorial Manuel Láinez desde 1932 hasta 1959.

## Trayectoria
El Gorrión fue lanzada para competir con "El Tony". Como ella, acogía sobre todo historietas inglesas y estadounidenses, pero pronto empezó a incluir también series de producción propia:
| Años | Números | Título            | Guionista | Dibujante                      |
| ---- | ------- | ----------------- | --------- | ------------------------------ |
| 1939 |         | El Vengador alado |           | Raúl Rosarivo, Alberto Breccia |

Su último número, el 1384, se publicó el 15 de julio de 1959.